# President d'Aragó
El President de la Diputació General d'Aragó, President del Govern d'Aragó o simplement President d'Aragó és la persona que ostenta la més alta representació d'Aragó i l'ordinària de l'Estat en aquest territori, presideix el Govern d'Aragó i dirigeix i coordina la seva acció. És una de les institucions pròpies que integren la Comunitat Autònoma, juntament amb les Corts d'Aragó, la Diputació General i la Justícia d'Aragó.
Actualment ocupa el càrrec Francisco Javier Lambán Montañés (Partit Socialista Obrer Espanyol).
La seu de la Presidència, així com la de la Diputació General d'Aragó, es troba a l'Edifici Pignatelli (Saragossa).
És elegit per les Corts d'Aragó entre els seus membres després de ser proposat pel president de les Corts d'Aragó.

## Llista de Presidents d'Aragó
| Govern preautonòmic (1977-1983)          |                   |                                              |                        |                        |             |
| 1                                        |                   | Juan Antonio Bolea Foradada (1930-2021)      | 9 d'abril de 1978      | 9 de maig de 1981      | UCD         |
| 1                                        | 3 anys, 30 dies   | Juan Antonio Bolea Foradada (1930-2021)      |                        |                        | UCD         |
| 2                                        |                   | Gaspar Castellano y de Gastón (1928-2019)    | 9 de maig de 1981      | 26 de novembre de 1982 | UCD         |
| 2                                        | 1 any, 201 dies   | Gaspar Castellano y de Gastón (1928-2019)    |                        |                        | UCD         |
| -                                        |                   | José María Hernández de la Torre (1940-2018) | 26 de novembre de 1982 | 20 de desembre de 1982 | Independent |
| -                                        | 0 anys, 24 dies   | José María Hernández de la Torre (1940-2018) |                        |                        | Independent |
| 3                                        |                   | Juan Antonio de Andrés Rodríguez (1942)      | 20 de desembre de 1982 | 6 de juny de 1983      | UCD         |
| 3                                        | 0 anys, 168 dies  | Juan Antonio de Andrés Rodríguez (1942)      |                        |                        | UCD         |
| Diputació General d'Aragó (1983-present) |                   |                                              |                        |                        |             |
| 1                                        |                   | Santiago Marraco Solana (1938)               | 6 de juny de 1983      | 3 d'agost de 1987      | PSOE-Aragó  |
| 1                                        | 4 anys, 58 dies   | Santiago Marraco Solana (1938)               |                        |                        | PSOE-Aragó  |
| 2                                        |                   | Hipólito Gómez de las Roces (1932)           | 3 d'agost de 1987      | 12 de juliol de 1991   | PAR         |
| 2                                        | 3 anys, 343 dies  | Hipólito Gómez de las Roces (1932)           |                        |                        | PAR         |
| 3                                        |                   | Emilio Eiroa García (1935-2013)              | 12 de juliol de 1991   | 15 de setembre de 1993 | PAR         |
| 3                                        | 2 anys, 65 dies   | Emilio Eiroa García (1935-2013)              |                        |                        | PAR         |
| 4                                        |                   | José Marco Berges (1950)                     | 15 de setembre de 1993 | 18 de gener de 1995    | PSOE-Aragó  |
| 4                                        | 1 any, 125 dies   | José Marco Berges (1950)                     |                        |                        | PSOE-Aragó  |
| 5                                        |                   | Ramón Tejedor Sanz (1955)                    | 18 de gener de 1995    | 7 de juliol de 1995    | PSOE-Aragó  |
| 5                                        | 0 anys, 170 dies  | Ramón Tejedor Sanz (1955)                    |                        |                        | PSOE-Aragó  |
| 6                                        |                   | Santiago Lanzuela Marina (1948-2020)         | 7 de juliol de 1995    | 2 d'agost de 1999      | PP Aragó    |
| 6                                        | 4 anys, 26 dies   | Santiago Lanzuela Marina (1948-2020)         |                        |                        | PP Aragó    |
| 7                                        |                   | Marcelino Iglesias Ricou (1951)              | 2 d'agost de 1999      | 13 de juliol de 2011   | PSOE-Aragó  |
| 7                                        | 11 anys, 345 dies | Marcelino Iglesias Ricou (1951)              |                        |                        | PSOE-Aragó  |
| 8                                        |                   | Luisa Fernanda Rudi Úbeda (1950)             | 13 de juliol de 2011   | 5 de juliol de 2015    | PP Aragó    |
| 8                                        | 3 anys, 357 dies  | Luisa Fernanda Rudi Úbeda (1950)             |                        |                        | PP Aragó    |
| 9                                        |                   | Javier Lambán Montañés (1957)                | 5 de juliol de 2015    | -                      | PSOE-Aragó  |
| 9                                        | En el càrrec      | Javier Lambán Montañés (1957)                |                        |                        | PSOE-Aragó  |